# Svartbakstindur
Svartbakstindur è una montagna alta 801 metri sul mare situata sull'isola di Eysturoy, la seconda isola per grandezza dell'arcipelago delle Isole Fær Øer, in Danimarca.
È la decima montagna, per altezza, dell'intero arcipelago, e la terza dell'isola.

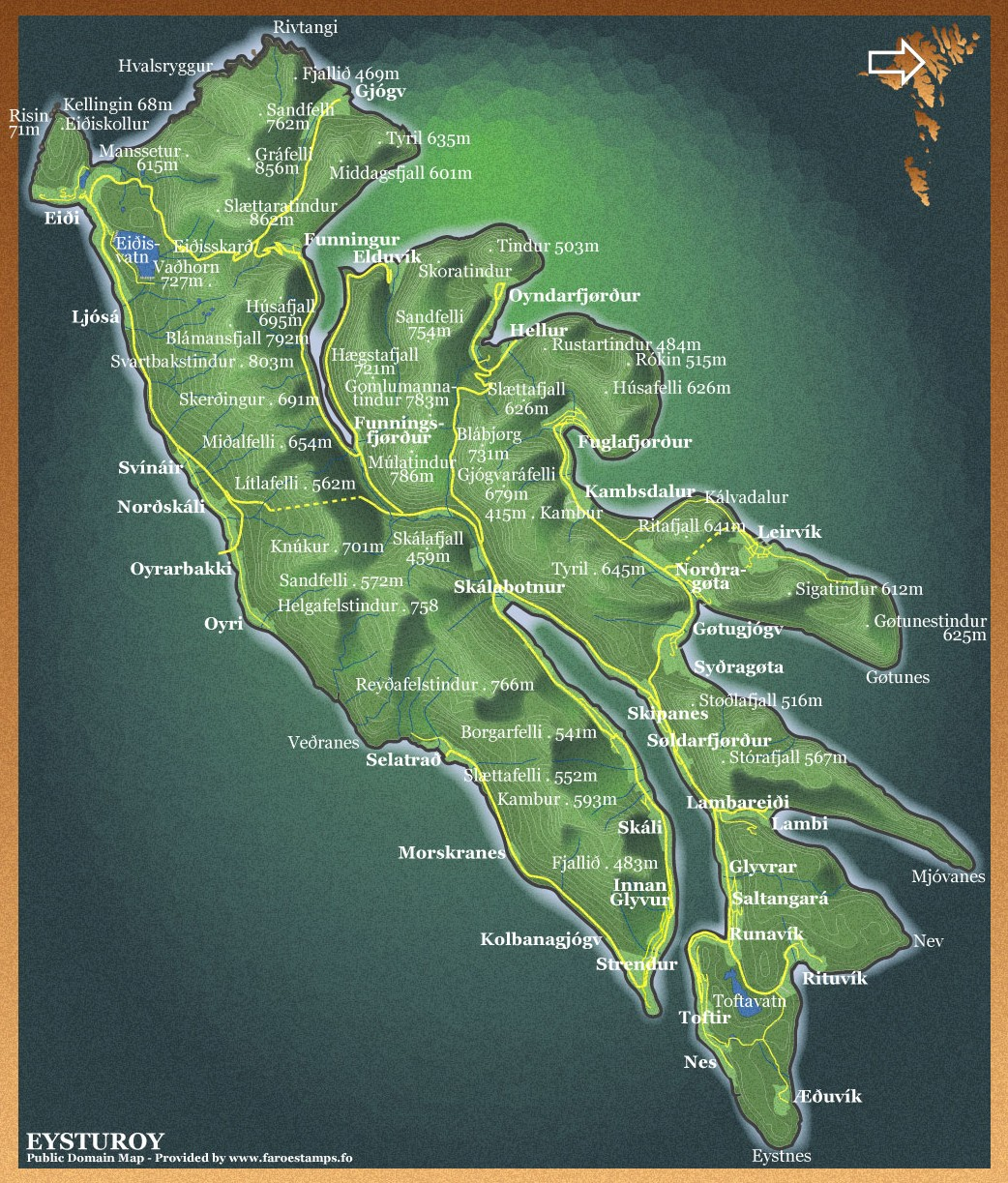
Isola di Eysturoy, mappa delle località e delle alture

Nella mappa dell'isola è riportata l'altezza di 803 metri.